# 가와지촌 (니가타현)
가와지촌(川治村)은 니가타현 나카우오누마군에 있던 촌이다. 

## 역사
- 1889년 4월 1일 - 정촌제 시행에 의해 나카우오누마군 가와지촌이 성립하였다.
- 1954년 3월 31일 - 도카정, 나카조촌, 롯카촌과 합병, 당일 시로 승격해 도카마치시가 되어 소멸하였다.

## 참고문헌
- 『市町村名変遷辞典』東京堂出版、1990年。